# Przemysław toszecki
Przemysł (Przemysław, Przemek, Przemko) toszecki (ur. ok. 1425, zm. w grudniu 1484) – książę oświęcimski w latach 1433/4–1445 (tylko formalnie), książę toszecki w latach 1445–1484.
Przemysł był drugim pod względem starszeństwa synem księcia oświęcimskiego Kazimierza I i Anny żagańskiej. Po śmierci ojca znalazł się pod opieką starszego brata Wacława I. W 1441 Wacław, ulegając presji polskiego monarchy, zobowiązał się nakłonić swoich młodszych braci Przemysła i Jana IV do złożenia hołdu królowi polskiemu, gdy tylko osiągną pełnoletniość.
W podziale księstwa dokonanym 19 stycznia 1445 Przemysł otrzymał najmniej znaczące księstwo ze stolicą w Toszku, skąd wspólnie z bratem Janem, księciem oświęcimskim, prowadził awanturniczą politykę drobnego książątka.
Pierwszą decyzją Przemysła jako samodzielnego władcy było uwikłanie się w konflikt z biskupem krakowskim, Zbigniewem Oleśnickim, o zakupione od książąt cieszyńskich księstwo siewierskie. Porozumienie, zawarte 18 lutego 1447 w Krakowie, tylko na moment załatwiło sprawę, gdyż 6 października 1450 Przemysł ponownie uderzył wynajętymi przez siebie oddziałami na zamek biskupi w Siewierzu. W odpowiedzi panowie polscy, nie przejmując się brakiem formalnego wypowiedzenia wojny, wtargnęli do księstwa toszeckiego, dotkliwie je pustosząc.
W 1452 Przemysł poparł swojego młodszego brata Jana IV w walce z Kazimierzem Jagiellończykiem, królem polskim. Dopiero klęska wojsk braci pod Oświęcimiem z oddziałami podkomorzego krakowskiego Piotra Szafrańca skłoniła Przemysła do wydania dokumentu (7 marca 1453), w którym wziął na siebie, wraz z bratem, odpowiedzialność za wywołaną wojnę, zwrócił wolność wszystkim wziętym jeńcom oraz zapłacił 2800 florenów kontrybucji. Pomimo zawartego rozejmu Przemysł nie zaprzestał napadów na przejeżdżających przez terytorium jego księstwa kupców polskich. Do podpisania ugody pomiędzy książętami a Polską doszło jeszcze w tym samym roku w Gliwicach, gdzie 21 lutego 1457 roku Przemysł IV wyraził zgodę na sprzedaż przez Jana księstwa oświęcimskiego królowi Polski za 50 tys. kop groszy praskich.

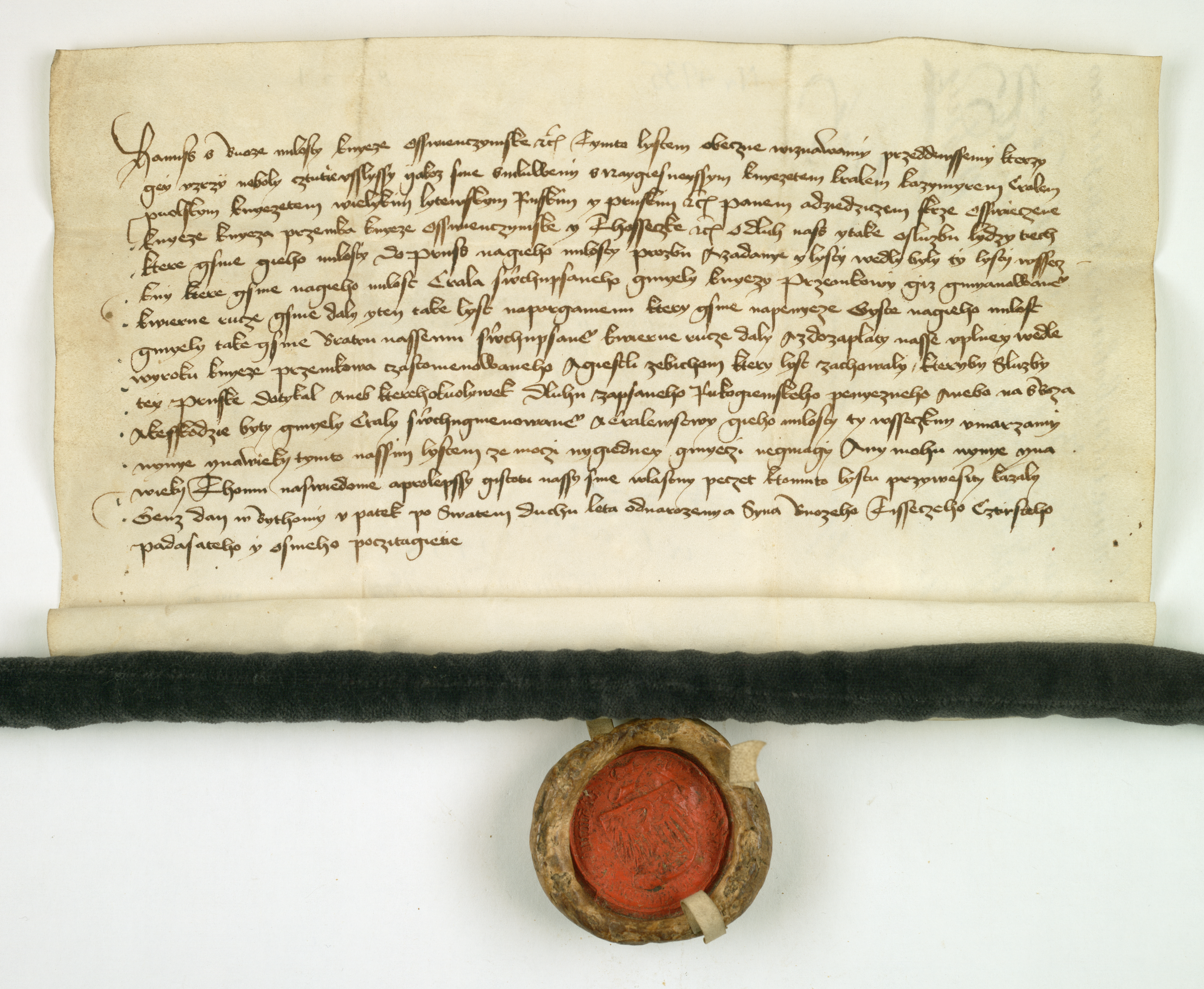
Janusz (Jan IV), książę oświęcimski, stwierdza przekazanie Przemysłowi dokumentów dotyczących pomocy Kazimierzowi Jagiellończykowi, królowi polskiemu (1458)

Zbliżenie z Polską zaowocowało zaciągnięciem się Przemysła na wojnę z zakonem krzyżackim, skąd powrócił w 1456, nie mogąc się doczekać od króla zaległego żołdu (ostatnią jego ratę Przemysł otrzymał dopiero w 1469). Pomimo nowego nieporozumienia z Kazimierzem Jagiellończykiem Przemysł nie poparł brata Jana w toczonej przez niego wojnie pogranicznej. Umożliwiło mu to wystąpienie 25 stycznia 1458 w Bytomiu z misją dyplomatyczną, zakończoną nowym porozumieniem braci z Polską.
W 1471 Przemysł poparł kandydaturę Władysława Jagiellończyka na króla czeskiego, co spowodowało zagrożenie jego panowania ze strony króla węgierskiego, Macieja Korwina. Dopiero 25 lipca 1479 książę toszecki uzyskał gwarancję swoich rządów, w zamian za złożenie hołdu lennego. Do uroczystości doszło 12 sierpnia w Ołomuńcu.
Przemysł toszecki żonaty był od 1463 z Małgorzatą (Machną), córką księcia opolskiego, Mikołaja I. Z małżeństwa tego pochodziła tylko córka Małgorzata, późniejsza ksieni klasztoru klarysek we Wrocławiu. Przemysł owdowiał w 1472 i nie ożenił się już powtórnie.
Zmarł w grudniu 1484 w przebudowanym przez siebie zamku w Toszku. Został pochowany w tamtejszym kościele parafialnym. Po śmierci Przemysła jego księstwo zostało przyłączone przez Macieja Korwina do dzierżaw znajdujących się w rękach jego syna Jana.